# Орманды
Орманды (каз. Орманды, до 2011 г. — Лесхоз) — село в Туркестанской области Казахстана. Находится в подчинении городской администрации Арыса. Входит в состав Дармениского сельского округа. Код КАТО — 511637400.

## Население
В 1999 году население села составляло 192 человека (97 мужчин и 95 женщин). По данным переписи 2009 года, в селе проживало 226 человек (124 мужчины и 102 женщины).